# Zmijino brdo
Zmijino brdo je brdo na Pelješcu. Mjesto Orebić nalazi se u njegovom južnom podnožju, a Duba Pelješka u sjevernom podnožju. Najviši vrh je Sveti Ilija. Na vrhu se nalazi križ.

## Vanjske poveznice
|  | Zajednički poslužitelj ima još gradiva o temi Zmijino brdo |